# Deportación de venezolanos a El Salvador
El 15 de marzo de 2025, el gobierno de Donald Trump deportó al menos 238 venezolanos hacia El Salvador en tres vuelos, donde fueron encarcelados, acusándolos de pertenecer a la banda criminal del Tren de Aragua y basándose en la Ley de Enemigos Extranjeros de 1798, una ley poco conocida de tiempos de guerra. Los deportados fueron identificados por detalles como hasta por un tatuaje, una oreja, el cuello, o la forma en la que tenían la cabeza afeitada. Sus familiares han rechazado las acusaciones de que pertenezcan a bandas criminales.
Mientras dos aviones estaban en el aire y antes de que el tercero despegara, un juez federal ordenó detener la deportación y que los vuelos regresaran. La Casa Blanca ignoró la orden, y al aterrizar los vuelos el presidente de El Salvador, Nayib Bukele, se burló de la decisión escribiendo en redes sociales: «Uy… demasiado tarde». En abril de 2025, la Corte Suprema de los Estados Unidos avaló temporalmente las deportaciones realizadas mediante la Ley de Enemigos Extranjeros.
En El Salvador, los deportados recluidos en el Centro de Confinamiento del Terrorismo (CECOT). Ni el gobierno estadounidense ni el salvadoreño ofrecieron detalles ni pruebas que respaldaran sus afirmaciones de que los deportados habían sido acusados de delitos o tenían conexiones con alguna banda criminal. Luego de la deportación, la administración Trump admitió en documentos judiciales que varios de los deportados no tenían antecedentes penales en los Estados Unidos.
Investigaciones periodísticas han determinado que la mayoría de los 238 deportados no tenían antecedentes penales. Un reportaje del programa 60 Minutes, de CBS News, concluyó que 75% no tenían antecdentes, y Bloomberg determinó que el 90% no tenían antecedentes en los Estados Unidos.
El 18 de julio de 2025, El Salvador anunció la repatriación de ciudadanos venezolanos como parte de un acuerdo alcanzado con Venezuela y Estados Unidos. A cambio, El Salvador exigió al régimen venezolano la liberación de un número significativo de presos políticos, así como a diez ciudadanos estadounidenses que permanecían retenidos como rehenes, según confirmó el entonces Secretario de Estado de Estados Unidos, Marco Rubio. Bukele señaló que la operación fue el resultado exitoso de meses de negociaciones diplomáticas con un régimen que se había resistido a liberar a quienes consideraba monedas de cambio.

## Antecedentes

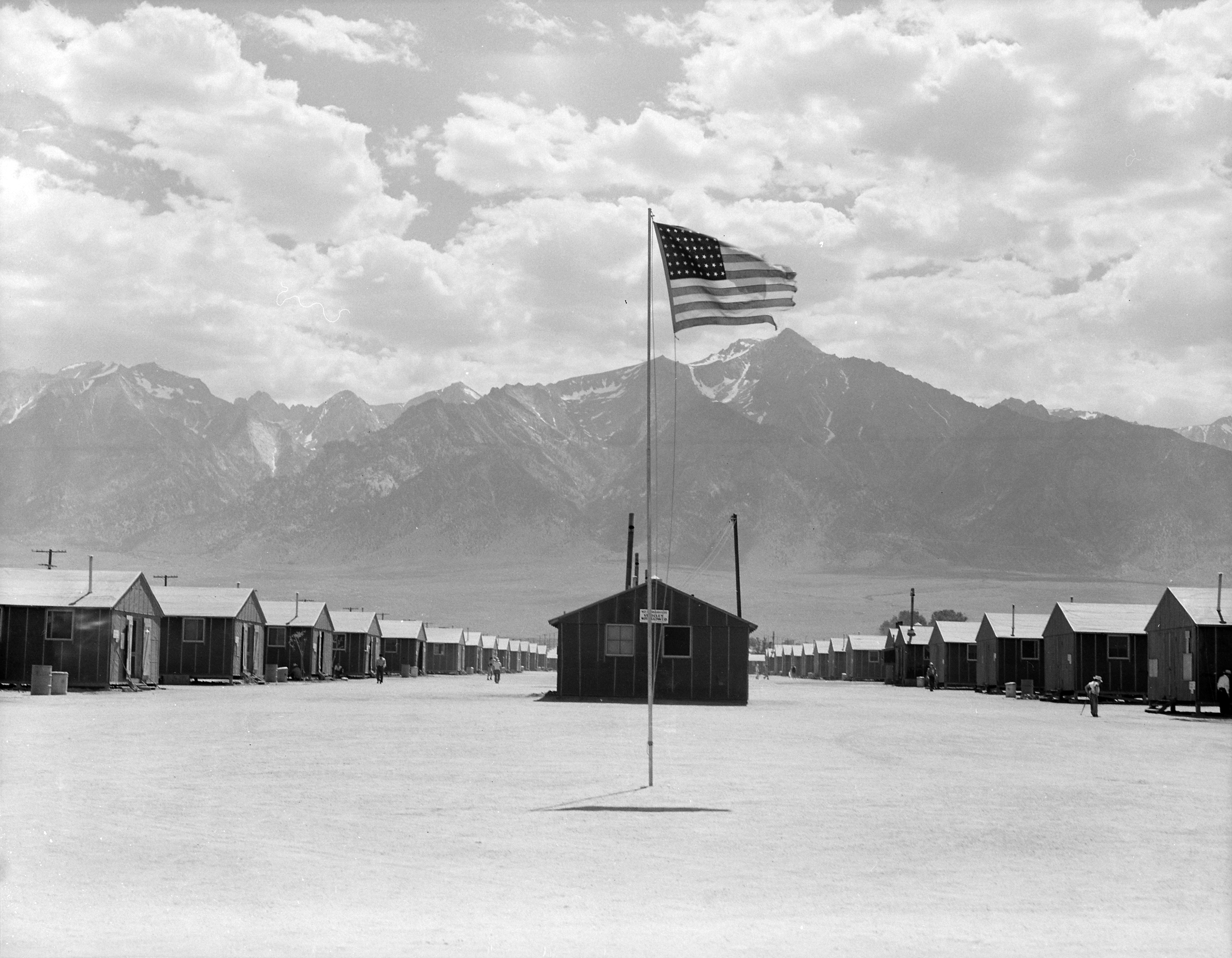
Campo de Manzanar, Estados Unidos, uno de los campos de internamiento para japoneses durante la Segunda Guerra Mundial.

Durante su campaña presidencial de 2024, Donald Trump afirmó en repetidas ocasiones que, si era electo, utilizaría la Ley de Enemigos Extranjeros de 1798 para deportar a los inmigrantes indocumentados en Estados Unidos que tuvieran antecedentes penales. Trump repitió la promesa en su discurso de investidura el 20 de enero de 2025. El 7 de marzo Donald Trump criticó a Maduro por no acelerar las deportaciones de indocumentados en EE. UU. tan rápido como esperaba luego que la OFAC formaliza la cancelación de la licencia a Chevron para operar en Venezuela. El 8 de marzo Nicolás Maduro decide suspender vuelos programados con deportados venezolanos de EE UU motivado a la suspensión de la licencia N.º41 a Chevron Corporation. Luego que en febrero, 366 venezolanos fueron repatriados desde Estados Unidos en tres vuelos. Dijo que algunas operaciones como falta de gasolina afectaba esos traslados, posteriormente confirmó que se volverían a reponer en marcha el programa pero finalmente esto no ocurrió, según Caracas, debido a mal clima.
Maduro afirmó que la decisión del Gobierno estadounidense de eliminar la Licencia General 41, emitida por el expresidente Joe Biden en noviembre de 2022, "ha dañado" las comunicaciones y los vuelos de deportación de venezolanos, que había acordado el régimen con EE UU. El presidente salvadoreño, Nayib Bukele, publicó en Twitter: «Estamos dispuestos a aceptar solo a criminales presos (incluidos ciudadanos estadounidenses convictos) [...]».
Una parte de la ley dice:

Siempre que haya una guerra declarada entre los Estados Unidos y cualquier nación o gobierno extranjero, o cualquier invasión o incursión depredadora sea perpetrada, intentada o amenazada contra el territorio de los Estados Unidos por cualquier nación o gobierno extranjero, y el Presidente haga una proclamación pública del acontecimiento, todos los nativos, ciudadanos, habitantes o súbditos de la nación o gobierno hostil, mayores de catorce años, que se encuentren dentro de los Estados Unidos y no estén naturalizados, podrán ser aprehendidos, retenidos, asegurados y expulsados como enemigos extranjeros.

 La ley ha sido utilizada por tres presidentes anteriores, pero sólo en tiempos de guerra: por James Madison contra los inmigrantes británicos durante la guerra de 1812, por Woodrow Wilson contra los inmigrantes alemanes en la Primera Guerra Mundial, y por Franklin D. Roosevelt contra los inmigrantes japoneses, alemanes e italianos en la Segunda Guerra Mundial. Una guerra declarada requiere una ley del Congreso; sin embargo, una determinación de invasión o incursión predatoria por parte de una nación extranjera no la requiere.
El 14 de marzo, Trump firmó una proclamación presidencial invocando la ley, afirmando que la organización criminal venezolana del Tren de Aragua había invadido los Estados Unidos. Trump declaró «A lo largo de los años, las autoridades nacionales y locales venezolanas han cedido un control cada vez mayor sobre sus territorios a organizaciones criminales transnacionales, incluyendo al Tren de Aragua», luego Trump agregó  «El resultado es un estado criminal híbrido que perpetra una invasión e incursión depredadora en Estados Unidos, lo que representa un peligro sustancial para este país».
El 15 de marzo la Casa Blanca anunció su firma, y el mismo día, la Unión Estadounidense por las Libertades Civiles (ACLU, por sus siglas en inglés) y Democracy Forward presentaron una demanda colectiva ante la Corte de Distrito de los Estados Unidos para el Distrito de Columbia en nombre de cinco venezolanos detenidos por inmigración. La demanda fue asignada al juez James Boasberg.

## Deportaciones

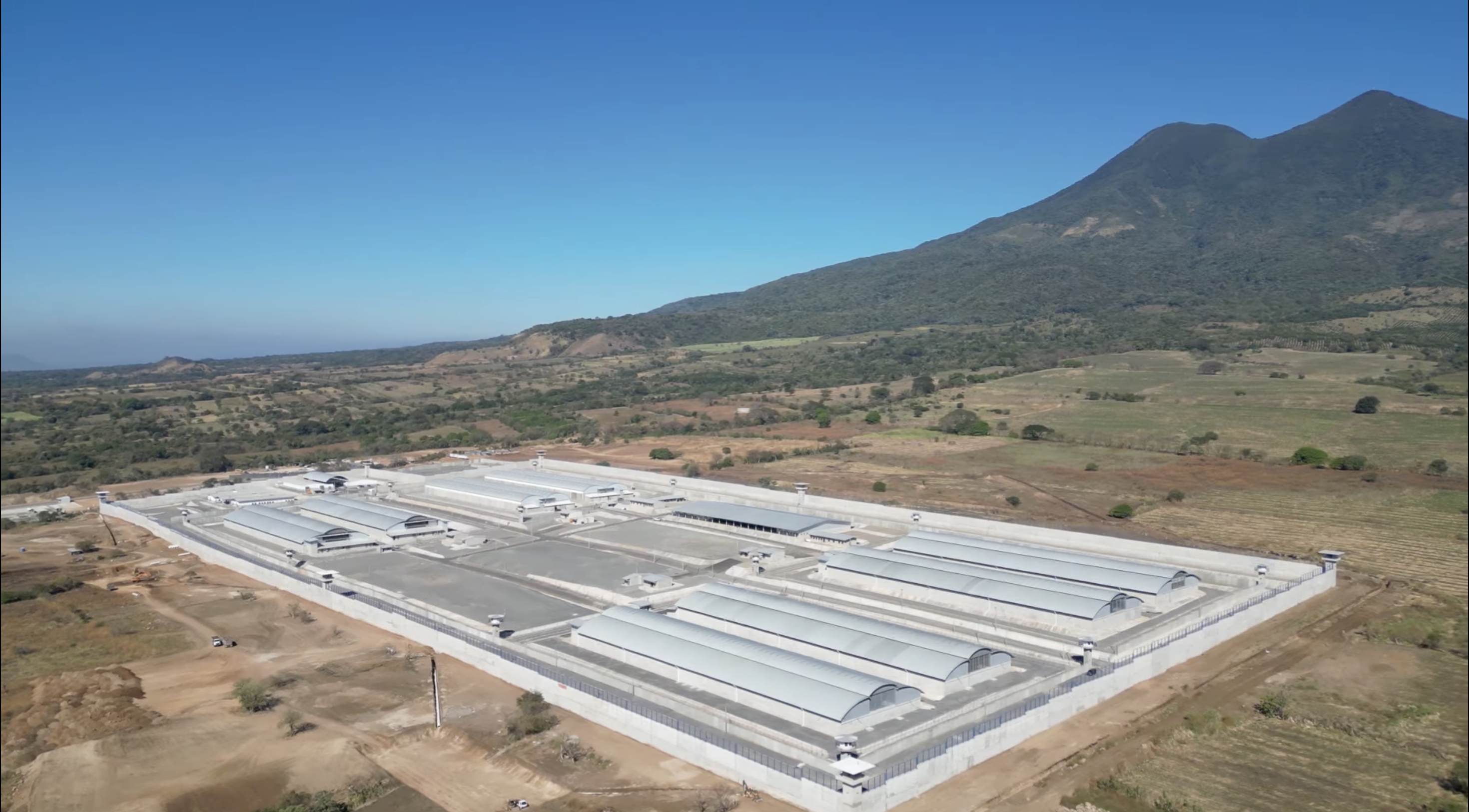
Centro de Confinamiento del Terrorismo de El Salvador, donde fueron recluidos los deportados desde Estados Unidos.

El 15 de marzo de 2025, los vuelos de deportación que transportaban a más de 260 migrantes de Venezuela, acusados de ser criminales, salieron de Estados Unidos y llegaron a El Salvador, donde  fueron recluidos en el Centro de Confinamiento del Terrorismo (CECOT). Ni el gobierno estadounidense ni el salvadoreño ofrecieron detalles ni pruebas que respaldaran sus afirmaciones de que los deportados habían sido acusados de delitos o tenían conexiones con alguna banda criminal. Los deportados fueron identificados por detalles como hasta por un tatuaje, una oreja, el cuello, o la forma en la que tenían la cabeza afeitada. Sus familiares han rechazado las acusaciones de que pertenezcan a bandas criminales. Una fuente del Departamento de Estado de Estados Unidos, que prefirió permanecer en el anonimato por temor a represalias, afirmó que los detenidos quizá nunca tendrían juicio y que podían morir en prisión.
Mientras que los aviones de deportación estaban en el aire, el juez principal James E. Boasberg del Tribunal de Distrito de Estados Unidos para el Distrito de Columbia, emitió una orden certificando a los migrantes venezolanos en los Estados Unidos como miembros de una clase y prohibiendo su expulsión del territorio. Aunque Boasberg ordenó específicamente que cualquier avión en el aire que llevara a los cubiertos por su orden se devolviera y que las personas regresaran a los Estados Unidos, la administración Trump permitió que los vuelos continuaran, posiblemente violando la orden judicial.
Al aterrizar los vuelos, Nayib Bukele se burló de la decisión escribiendo en redes sociales: «Uy… demasiado tarde». Luego de la deportación, la administración Trump admitió en documentos judiciales que varios de los deportados no tenían antecedentes penales en los Estados Unidos.

## Aspectos legales
Axios informó que un funcionario de la administración Trump reconoció que la administración había llevado a cabo las deportaciones «después de una discusión sobre hasta dónde puede llegar el fallo del juez dadas las circunstancias y sobre aguas internacionales y, por consejo de un abogado», mientras que un segundo funcionario de la administración comentó: «Ya estaban fuera del espacio aéreo estadounidense. Creemos que la orden [del juez] no es aplicable». Más tarde, la secretaria de prensa de la Casa Blanca, Karoline Leavitt, declaró que la orden de Boasberg «no tenía base legal», al tiempo que afirmó: «Un solo juez en una sola ciudad no puede dirigir los movimientos de un portaaviones».
El 17 de marzo, Tom Homan, director ejecutivo adjunto de Operaciones de Ejecución y Expulsión de la Casa Blanca, declaró a Fox News: «No me importa lo que piensen los jueces», y afirmó que continuaría con las operaciones de su departamento contra los inmigrantes. Tras una audiencia en la que los abogados del gobierno no respondieron a las preguntas sobre los vuelos y otros asuntos, Boasberg ordenó al gobierno estadounidense que proporcionara información, que podía presentarse confidencialmente, incluidas declaraciones juradas sobre los vuelos y su postura sobre si respondería a sus preguntas y de cómo lo haría. El gobierno solicitó por separado que se anularan las audiencias y que se apartara a Boasberg del caso.
El 19 de marzo, el juez declaró que el gobierno había «eludido sus obligaciones» al responder a sus preguntas y dio un plazo de dos días para responder. El 20 de marzo, el juez calificó la respuesta del gobierno de «deplorablemente insuficiente» y volvió a ordenarle que facilitara información y explicara sus razones para afirmar que sus acciones no violaban la orden original.
La misma semana, el presidente Donald Trump pidió la destitución del juez Boasberg. Como respuesta, el 18 de marzo el presidente de la Corte Suprema de Estados Unidos, John Roberts, emitió una «rara reprimenda pública» afirmando que el proceso de apelación judicial, y no la destitución, era la forma de responder a una sentencia desfavorable.
En una audiencia celebrada el 21 de marzo, el juez Boasberg describió el uso de la Ley de Extranjeros Enemigos de este modo como «increíblemente problemático». En la audiencia, los abogados de la ACLU argumentaron que los extranjeros tienen derecho al debido proceso en virtud de la Constitución de los Estados Unidos. El juez también expresó su frustración por la falta de cooperación del gobierno y declaró: «Llegaré al fondo de si violaron mi orden y quién ordenó esto». En una entrevista el 21 de marzo, Trump negó haber firmado la proclamación invocando la Ley de Enemigos Extranjeros, afirmando que «otras personas se encargaron de ello».

## Deportados

Infografía elaborada por la Alianza Rebelde y Cazadores de Fake News sobre los antecedentes penales de venezolanos deportados.

Los abogados de los deportados han declarado que sus clientes no son miembros de bandas y que fueron deportados por tatuajes cotidianos, incluyendo flores y una corona sobre un balón de fútbol. En una presentación judicial, la administración declaró que muchos de los deportados no tienen antecedentes penales en los Estados Unidos.
Algunos de los deportados firmaron acuerdos de deportación voluntaria pensando que serían deportados a Venezuela y que, en teoría, podrían volver a solicitar más tarde el regreso a Estados Unidos, pero en lugar de ello fueron enviados a la megacárcel de El Salvador, donde se enfrentan a condiciones brutales, como hacinamiento severo y alimentación inadecuada.
Uno de los deportados, Jerce Reyes Barrios, es un exfutbolista profesional de 35 años que fue detenido y torturado por el régimen de Nicolás Maduro. Barrios ingresó a los Estados Unidos legalmente en busca de asilo y se presentó en la frontera tras concertar una cita con la aplicación CBP One.
Inicialmente fue recluido en un centro de detención de máxima seguridad. Fue puesto en libertad después de que sus abogados presentaran a los funcionarios de inmigración cartas de trabajo, una autorización policial de Venezuela en la que constaba que no tenía antecedentes penales, una explicación de que su tatuaje se había creado para que fuera similar al logotipo del equipo de fútbol Real Madrid y que los supuestos signos de las manos de la banda eran el lenguaje de señas de «rock and roll» y «te quiero».
Había solicitado asilo en diciembre de 2024 y su audiencia estaba programada para el 17 de abril de 2025.
Otro deportado, identificado como «E.M.» por el Miami Herald, había huido de persecución en Venezuela a Colombia junto con su novia. En los Estados Unidos se les concedió el estatus de refugiados, pero fue detenido a su llegada a Houston el 8 de enero como sospechoso de pertenecer al Tren de Aragua por sus tatuajes de una corona, un balón de fútbol y una palmera, mientras que su novia optó por ser deportada a Colombia en vez de enfrentarse a meses de prisión. E.M. estuvo detenido hasta el 15 de marzo, cuando fue deportado a El Salvador y encarcelado en el CECOT.
Al tener estatus de refugiado, E.M. era un inmigrante legal, y su proceso de selección había establecido que no tenía antecedentes penales ni en Venezuela o Colombia, y los funcionarios estadounidenses habían revisado sus tatuajes sin problemas. Los funcionarios de seguridad de Texas han utilizado los tatuajes para identificar a presuntos miembros del Tren de Aragua, aunque los expertos han afirmado que, a diferencia de muchas bandas, los miembros del Tren de Aragua no tienen tatuajes específicos e identificables.
La familia de E.M. no fue informada de que había sido deportado. Al ver que su número de registro de extranjero desapareció del sistema de inmigración en línea, intentaron infructuosamente ponerse en contacto con el ICE para obtener información, hasta que se enteraron de su suerte por la lista de venezolanos deportados publicada por CBS News.
El Miami Herald reportó que otro hombre había sido deportado teniendo estatus de refugiado, pero su familia ha preferido permanecer en el anonimato por su seguridad.
Según CBS News, la lista de nombres de los deportados es la siguiente:
| Lista de deportados venezolanos |
| --- |
| 1. Agelviz Sanguino, Widmer Josneyder 2. Aguilar Rodríguez, Nolberto Rafael 3. Aguilera Agüero, Gustavo Adolfo 4. Albornoz-Quintero, Henrry 5. Alvarado Borges, Neri 6. Angulo-Aparicio, Jinder 7. Aray-Cardona, José 8. Arregoces Rincón, José 9. Azuaje Pérez, Nixon José 10. Barreto Villegas, Rolando 11. Bastidas Venegas, José 12. Basulto-Salinas, Marcos 13. Batista-Arias, Elvis 14. Belloso Fuenmayor, Alirio 15. Benavides Rivas, Yornel Santiago 16. Blanco-Bonilla, Andry 17. Blanco-Marin, Ángel 18. Bolívar Cruz, Ángel 19. Bracho Gómez, Víctor 20. Brazon-Lezama, Javiar 21. Briceño-González, José 22. Briceño-González, Jean 23. Bustamante-Domínguez, Robert 24. Cabrera-Rico, David 25. Cañizalez Arteaga, Carlos 26. Caraballo Tiapa, Franco 27. Cárdenas-Silva, Johan 28. Carmona Bastista, Yorbi 29. Carmona Hernández, José 30. Cedeño Contreras, Bruce Embelgert 31. Cedeño-Gil, Andrys 32. Chacín Gómez, Jhon 33. Chirinos Romero, Wild 34. Chivico Medina, Carlos 35. Colina Arguelles, Rosme 36. Colina Caseres, Miguel 37. Colina-Suárez, Alejandro 38. Colmenares Solorzano, Leonardo José 39. Colmenarez Abreu, Aldo 40. Contreras-González, Yordano 41. Cornejo Pulgar, Frizgeralth De Jesús 42. Corrales-Moreno, Emilio 43. Davila Fernanadez, Luis 44. Delgado Pina, Aldrin 45. Depablos Requena, Jheison 46. Díaz-Lugo, Kleiver 47. Duarte Rodríguez, Richard 48. Duran Pérez, Joséph Gregory 49. Echavez-Paz, Leonel 50. Elista-Jiménez, Robert 51. Escalona Carrizo, Yender 52. Escalona Sevilla, Ángelo 53. Escobar Blanco, Pedro 54. Escobar Falcón, Yolfran 55. Fernández Sánchez, Julio Rafael 56. Fernández, Yohan 57. Fernández-Subero, Mikael 58. Flores Jiménez, Wilken Rafael 59. Flores Rodríguez, José 60. Flores-López, José 61. Fonseca Daboin, Cristhofer 62. Fuenmayor-Crespo, Roneil 63. García Casique, Francisco 64. García Prado, Leonardo 65. Girón Maurera, Richard 66. González Troconis, Julio 67. González Frailan, José León 68. González Fuenmayor, Ángel Jesús 69. González Pineda, Oscar 70. González-Rodríguez, Charlie 71. Graterol-Farias, Winder 72. Gualdrón Gualdrón, Luis 73. Gualtero Quiroz, Deibin 74. Guerrero Padrón, Keivy 75. Guevara Muñoz, Wilvenson 76. Guiterrez-Sierra, Wilker 77. Gutiérrez Flores, Merwil 78. Hernández Carache, Yeison 79. Hernández Carache, Darwin Gerardo 80. Hernández Herrera, Edwuar José 81. Hernández-Hernández, Jhonnael 82. Hernández González, Manuel 83. Hernández Hernández, Ángel 84. Hernández Juárez, Yorby 85. Hernández Romero, Andry 86. Hueck Escobar, Jesús 87. Hung Mendoza, Jordan 88. Hurtado Quevedo, Eddie Adolfo 89. Indriago-Álvarez, Donovan 90. Izaguirre-Granado, Randy 91. Jaimes-Rincón, Yeison 92. Jerez-Hernández, Yohendry 93. Justo García, José 94. Laya-Freites, Jefferson 95. Leal-Bautista, Keiber 96. Leal-Estrada, Kervin 97. Lemus Cagua, Diego 98. Lizcano-Basto, Josue 99. López Bolívar, José 100. López Lizano, Maikol 101. López-Rodríguez, Geomar 102. Lozada Sánchez, Wuilliam 103. Lozano-Camargo, Daniel 104. Lugo Zavala, Johendry 105. Lugo-Acosta, Yermain 106. Machado Martínez, Onaiker 107. Machado-Rodríguez, José 108. Manrique, Edson 109. Manzo Lovera, Lainerke 110. Marcano Silva, Luis 111. Marea-Medina, Ronald 112. Marin Zambrano, Jhonervi Josue 113. Márquez Peña, José 114. Marrufo Hernández, Uriel David 115. Martínez Vargas, Kerbin 116. Martínez Vegas, Rafael 117. Martínez-Borrego, Tito 118. Martínez-González, Yohangel 119. Mata Fornerino, Wilfredo José 120. Mata-Ribeiro, Yoswaldo 121. Mathie Zavala, Hotsman Ricardo 122. Medina-Martínez, Alexis 123. Meléndez Rojas, Edwin 124. Méndez Boyer, Álex 125. Méndez Mejias, Ángel 126. Méndez-Gómez, Luis 127. Mendoz Nunez, Carlos 128. Mendoza Ortiz, Maikol Solier 129. Mendoza Pina, Jean Claude 130. Mendoza Ramírez, Jonathan 131. Mogollón Herrera, Henry 132. Molina-Acevedo, Roger 133. Montero Espinoza, Ervinson 134. Montilla-Rivas, José 135. Mora-Balzán, José 136. Morales-Rolón, Andrés 137. Moreno-Camacho, Cristopher 138. Moreno-Ramírez, Maikel 139. Morillo-Pina, Luis 140. Morón Cabrera, Yuber 141. Muñoz Pinto, Luis 142. Navas Vizcaya, Alí 143. Navas-Díaz, Obed 144. Nieto Contreras, Kevin 145. Nunez-Falcón, Luis 146. Olivera Rojas, Maikel 147. Orta-Campos, Junior 148. Ortega García, Félix 149. Otero Valestrines, Luis 150. Palacios-Rebolledo, Leóner 151. Palencia-Benavides, Brayan 152. Parra Urbina, Eduard 153. Paz-González, Daniel 154. Peña Méndez, José Antonio 155. Peñaloza Chirinos, Ysqueibel Yonaiquer 156. Pérez Pérez, Cristian 157. Pérez-Llovera, Juan 158. Perfecto La Rosa, Moisés 159. Perozo-Colina, Carlos 160. Perozo-Palencia, Andy 161. Petit Findlay, Andersson Steven 162. Petterson Torres, Christean 163. Pineda Lezama, Jesús 164. Pinto Velásquez, Cristhian 165. Plaza-Carmona, Jonathan 166. Primoschitz González, Albert 167. Querales Martínez, Anderson José 168. Quintero Chacon, Edicson 169. Ramírez Ramírez, Jonathan Miguel 170. Ramos Bastidas, José 171. Ramos Ramos, Juan José 172. Reyes Barrios, Jerce Egbunik 173. Reyes Mota, Frengel 174. Reyes Ollarvides, Ronald 175. Reyes-Villegas, Arlinzon 176. Rincón Bohórquez, Omar 177. Rincón-Rincón, Ringo 178. Ríos Andrade, Jesús 179. Rivera González, Luis 180. Rivero-Coroy, Jean 181. Rodríguez, Edwin 182. Rodríguez Goyo, Alejandro 183. Rodríguez Lugo, Luis Gustavo 184. Rodríguez Parra, Alber 185. Rodríguez Rojas, Kenlyn 186. Rodríguez-Da Silva, Fernando 187. Rojas, Deibys 188. Rojas-Mendoza, Miguel 189. Romero Chirinos, Ildemar Jesús 190. Romero Rivas, Erick 191. Roos Ortega, Jesús 192. Rosal-Gelvez, Héctor 193. Rubio-Petrola, José 194. Saavedra-Caruci, Robinson 195. Salazar-Cuervo, Pedro Luis 196. Sánchez Bigott, Yorbis 197. Sánchez Paredes, Idenis 198. Sánchez-Arteaga, Fernando 199. Sánchez-Bermúdez, Marco 200. Santiago Ascanio, Ronald 201. Sarabia González, Anyelo 202. Semeco Revilla, Darwin Xavier 203. Sierra Cano, Anyelo 204. Silva Casares, Jason Alfredo 205. Silva Freites, Carlos Julio 206. Silva-Ramírez, Aaron 207. Soto Manzana, Omar 208. Suárez-Fuentes, Joen 209. Suárez-Nunez, Luis 210. Suárez-Salas, Nery 211. Suárez-Trejo, Arturo 212. Tapia Colina, Jesús 213. Teran Aguilar, Carlos 214. Testa León, Orlando Jesús 215. Toro Noguera, Yonel 216. Torrealba Torrealba, Yonathan 217. Torres Archila, Amber 218. Torres Herrera, Euder José 219. Torres-Polanco, Carlos 220. Tortosa Guédez, Jorge 221. Tovar-Marcano, César 222. Travieso González, Kleiver 223. Troconis González, Yhon Deivis 224. Uzcátegui Vielma, Carlos 225. Vaamondes Barrios, Miguel 226. Vargas Lugo, Henry 227. Vázquez Morillo, Nicola 228. Vega Sandia, Wilmer 229. Vera Villamizar, Wladimir 230. Villa-Montano, Enson 231. Villafranca Rincónes, Carlos Eduardo 232. Villegas-Frites, Ilels 233. Yamarte-Fernández, Mervin 234. Yanez-Arangure, Luis 235. Zabaleta-Morillo, Keiber 236. Zambrano Pérez, Julio 237. Zambrano Torrealba, Gabriel 238. Zarraga Rosales, Jorge |

Sobre este listado, funcionarios estadounidenses afirman que 137 de los venezolanos fueron tratados como «extranjeros enemigos» y expulsados del país bajo la ley del siglo XVIII. Los otros 101 fueron deportados «bajo los procedimientos migratorios regulares», según las autoridades.
Un reportaje del programa 60 Minutes, de CBS News, concluyó que 75% de los 238 deportados no tenían antecedentes penales. Por su parte, Bloomberg determinó que el 90% de ellos no tenían antecedentes en los Estados Unidos.

## Reacciones
Algunos japoneses-estadounidenses han expresado su preocupación por que se vuelva a aplicar la Ley de Extranjeros Enemigos, ya que durante el internamiento de la Segunda Guerra Mundial se detuvo a muchas personas inocentes y sin supervisión.
El Centro Brennan para la Justicia afirmó en un comunicado que «la Ley de Enemigos Extranjeros sólo puede utilizarse durante guerras declaradas o ataques armados contra Estados Unidos por parte de gobiernos extranjeros» y que «el presidente ha proclamado falsamente una invasión [...]».
Algunos familiares de los deportados pudieron identificar a sus seres queridos a través de publicaciones difundidos por El Salvador, pero Estados Unidos no ha facilitado a las familias ni a los medios de comunicación una lista de nombres, pruebas de delitos o pruebas de afiliación al Tren de Aragua, y la Secretaria de Prensa de la Casa Blanca, Karoline Leavitt, dijo que «no iba a revelar detalles operativos sobre una operación antiterrorista». Los padres han refutado las afirmaciones de afiliación a bandas realizadas por los gobiernos estadounidense y salvadoreño, afirmando que sus hijos no tienen antecedentes penales, y uno de ellos incluso aportó un documento oficial venezolano en el que se afirmaba que su hijo no tenía antecedentes penales. Las familias afirman que no han tenido noticias de sus seres queridos desde su deportación y posterior detención.

## Propuesta de intercambio
El 20 de abril de 2025, el presidente salvadoreño Nayib Bukele propuso a Nicolás Maduro un intercambio bilateral que contemplababa la repatriación de 252 venezolanos deportados y encarcelados en el Centro de Confinamiento del Terrorismo (CECOT), a cambio de la liberación de igual número de presos políticos en Venezuela. Entre los posibles beneficiarios de esta propuesta se encontraban figuras prominentes como Rafael Tudares, el periodista Roland Carreño y la abogada Rocío San Miguel, además de aproximadamente 50 ciudadanos extranjeros de 22 nacionalidades diferentes detenidos bajo acusaciones de motivación política.
El 22 de abril de 2025, el Ministerio de Relaciones Exteriores de El Salvador formalizó la propuesta mediante comunicación oficial al Ministerio del Poder Popular para Relaciones Exteriores venezolano, detallando la situación jurídica de los ciudadanos venezolanos bajo custodia salvadoreña y articulando los términos específicos del intercambio propuesto. Al 29 de abril de 2025, el gobierno de Venezuela no ha emitido respuesta oficial a esta iniciativa diplomática.

## Intercambio entre El Salvador, Venezuela y Estados Unidos
Las conversaciones para el intercambio iniciaron en abril, Richard Grenell, enviado especial del presidente Trump para Venezuela, inició las conversaciones con Jorge Rodríguez en privado, donde se prometía el retorno de Chevron, a cambio de que el régimen recibiera a los migrantes venezolanos indocumentados detenidos en Estados Unidos la liberación de estadounidenses detenidos en Caracas y adicionalmente presos políticos venezolanos, algo parecido al planteamiento de Nayib Bukele el 22 de abril sin mencionar a Chevron, mientras el secretario de estado Marco Rubio negaba cambiar la decisión de las sanciones a las petroleras, esto generó una confusión; para aclarar la situación, la secretaria de prensa de la Casa Blanca, Karoline Leavitt, dijo en un comunicado: “El presidente tiene un solo equipo y todo el mundo sabe que él es quien toma las decisiones en última instancia” refiriéndose a Marco Rubio.

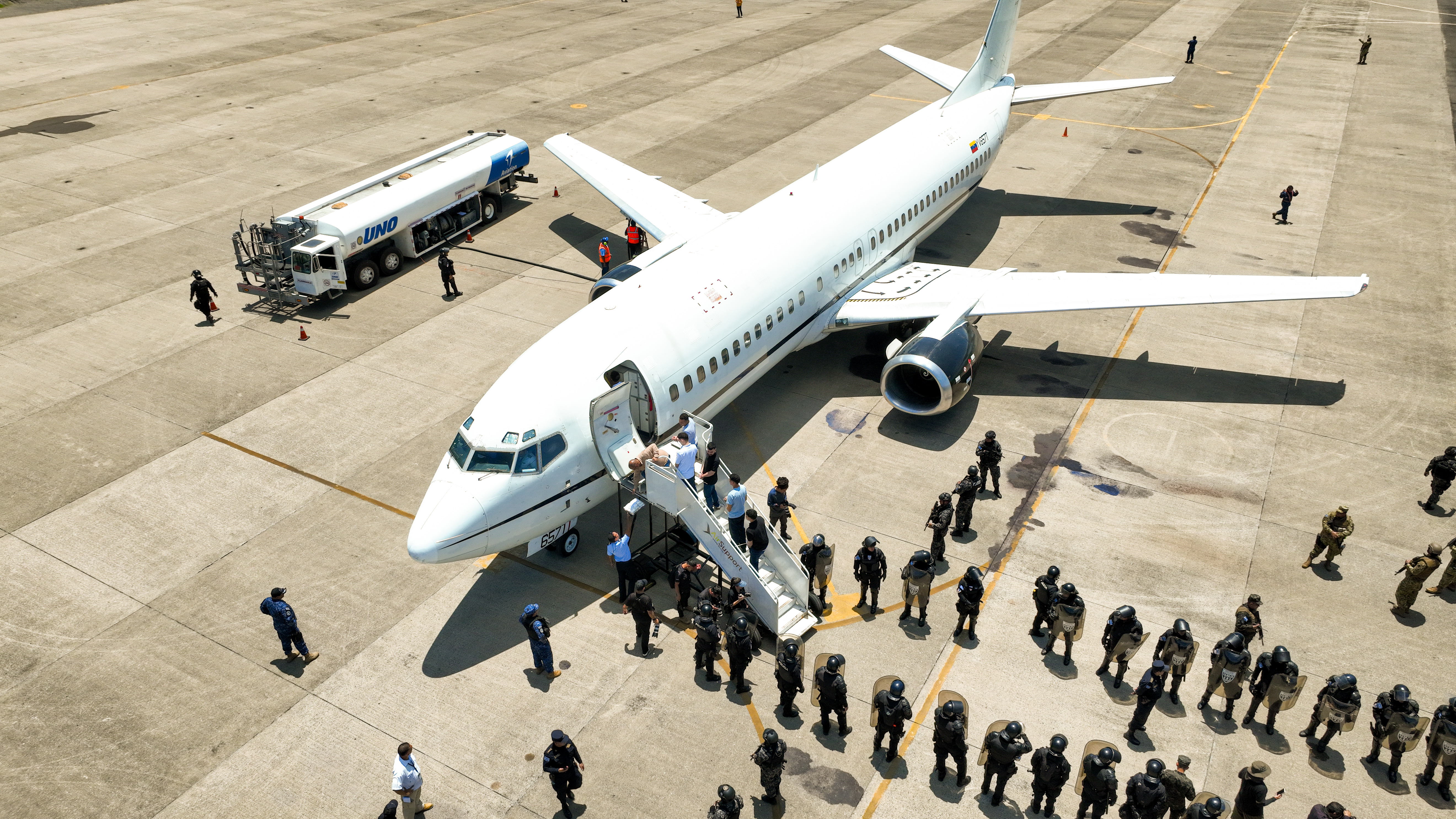
Parte del intercambio humanitario entre El Salvador, Venezuela y Estados Unidos.

El 18 de julio de 2025, Nayib Bukele anunció públicamente la repatriación de ciudadanos venezolanos que se encontraban detenidos en Centro de Confinamiento del Terrorismo. Los individuos habían sido arrestados por las autoridades estadounidenses bajo acusaciones de pertenecer al grupo criminal transnacional conocido como el Tren de Aragua (TDA) enviados a El Salvador. Esta repatriación formó parte de un acuerdo trilateral de carácter humanitario entre El Salvador, Venezuela y los Estados Unidos de América. El día 18 llegaron tres aviones, el primero viene de El Salvador con 252 inmigrantes detenidos en el CECOT, el segundo llega de Houston con 244 deportados más otros siete niños que fueron separados de sus padres durante procesos de deportación desde Estados Unidos y un tercero un avión militar estadounidense, el Gulfstrean III N173PA de fabricación 1982, que aterrizó en Maiquetía para trasladar a los diez ciudadanos estadounidenses liberados con rumbo a El Salvador donde hizo escala y siguió a EE UU.
El acuerdo incluyó, como contrapartida, la liberación por parte del régimen venezolano de 28 presos políticos, con el compromiso de liberar un total de 80 políticos venezolanos «secuestrados» —encarcelados por motivos de disidencia política, muchos de ellos durante extensos períodos de tiempo— así como de 10 ciudadanos estadounidenses que permanecían retenidos como “rehenes” en territorio venezolano. Según lo expresado por el presidente Bukele, la concreción de este intercambio fue el resultado de un proceso prolongado de negociaciones con el régimen de Venezuela y que, durante años, había utilizado a los detenidos como una forma de moneda de cambio en el plano internacional.
La operación fue confirmada y respaldada por el gobierno de los Estados Unidos mediante una declaración oficial del Secretario de Estado, Marco Rubio, quien, a través de un mensaje difundido en X, informó sobre la liberación de diez ciudadanos estadounidenses. En su comunicación, Rubio expresó su agradecimiento al presidente salvadoreño por su papel decisivo en la facilitación del acuerdo y destacó la contribución de El Salvador en la resolución de un caso complejo que involucraba tanto intereses humanitarios como diplomáticos.
Estadounidenses liberados
- Dahud Hanid Ortiz
- Wilbert Joseph Castañeda
- Renzo Yazir Huamanchumo
- Jorge Marcelo Vargas
- Jonathan Pagán González
- Fabián Buglione
- Lucas Hunter
- Erick Alfredo Oribio
- Juan José Faria Briceño
- Ronald Oribio Quintana

Sin embargo, la liberación fue empañada por la inclusión polémica de Dahud Hanid Ortiz, quien no era un preso político, sino un condenado por un triple homicidio y un intento de incendio con tinte de violencia machista ocurrido en Madrid, España en 2016. Tras el ataque, Hanid Ortiz huyó a Alemania y luego a Venezuela, donde fue detenido en 2018, por la Dirección General de Contrainteligecia Militar, a través de una alerta de Interpol. España solicitó su extradición, pero Venezuela no lo hizo aduciendo que tenía doble nacionalidad (venezolano y estadounidense), y fue condenado en 2024 a 30 años de prisión. La situación de Hanid Ortiz fue confusa para los funcionarios estadounidenses que negociaron el canje, ya que dudaban su inclusión en la lista, de hecho, había inconformidad porque inicialmente no estaba. Finalmente, fue incluido y señalado inicialmente dentro del grupo de presos políticos, pero tras el descubrimiento se ha intentado bajar su perfil. Actualmente, el paradero de Hanid Ortiz es desconocido tras su rescate, y a la espera de si España solicitará su procesamiento bajo una excepción al principio de doble incriminación.